# Elsgraven

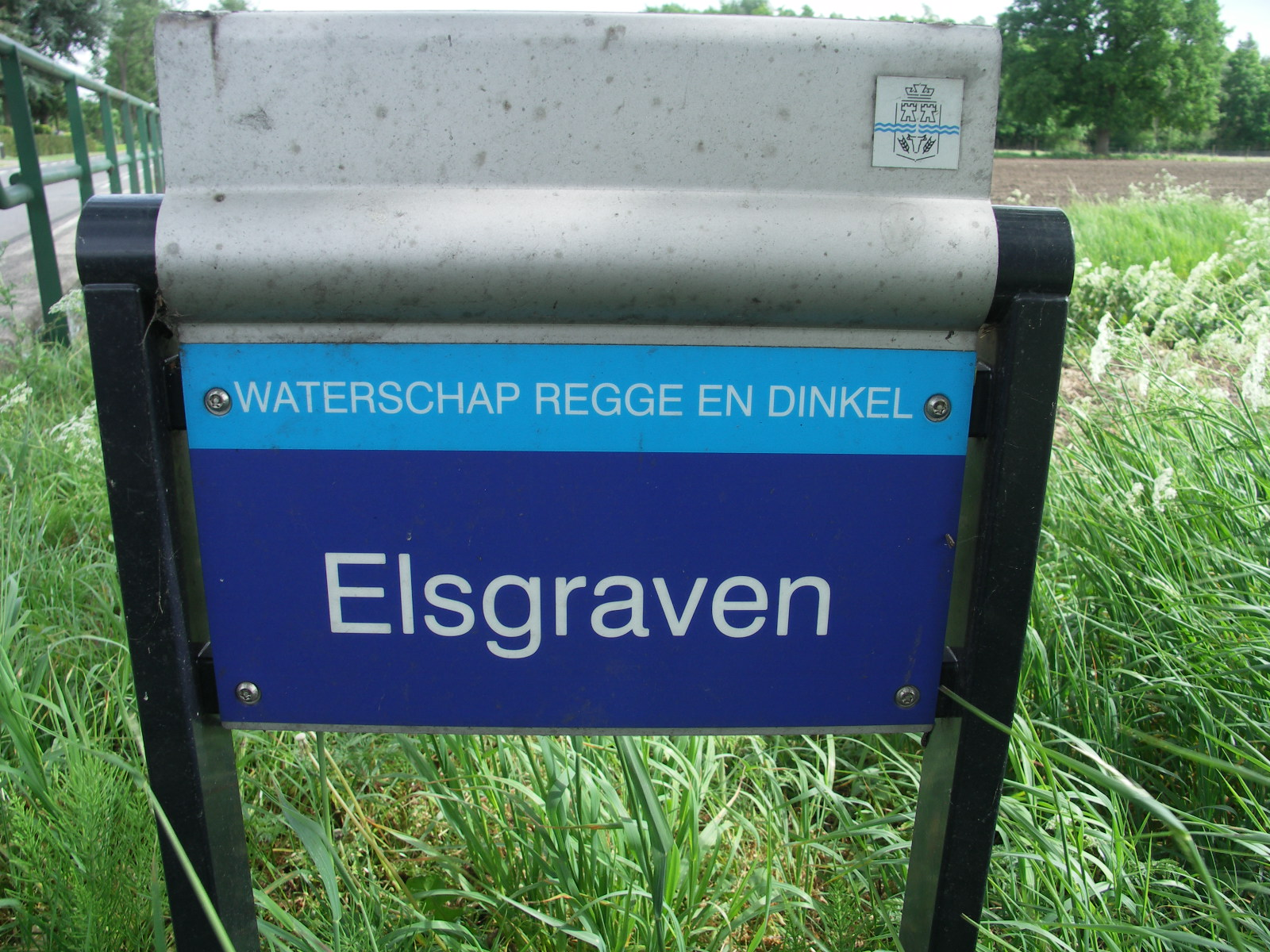
Het bordje Elsgraven vanaf de Witmoesdijk.

De Elsgraven is een beek in Overijssel. De beek stroomt vanaf het buitengebied van Markelo, genaamd Elsen, langs Enter richting Wierden en mondt uit in de Regge.

## Fauna
Er komen in deze beek veel vissoorten voor zoals voorn, baars, en snoek.
Ook komen er veel soorten vogels voor zoals de wilde eend, waterhoentje, meerkoet en reiger.

## Afbeeldingen

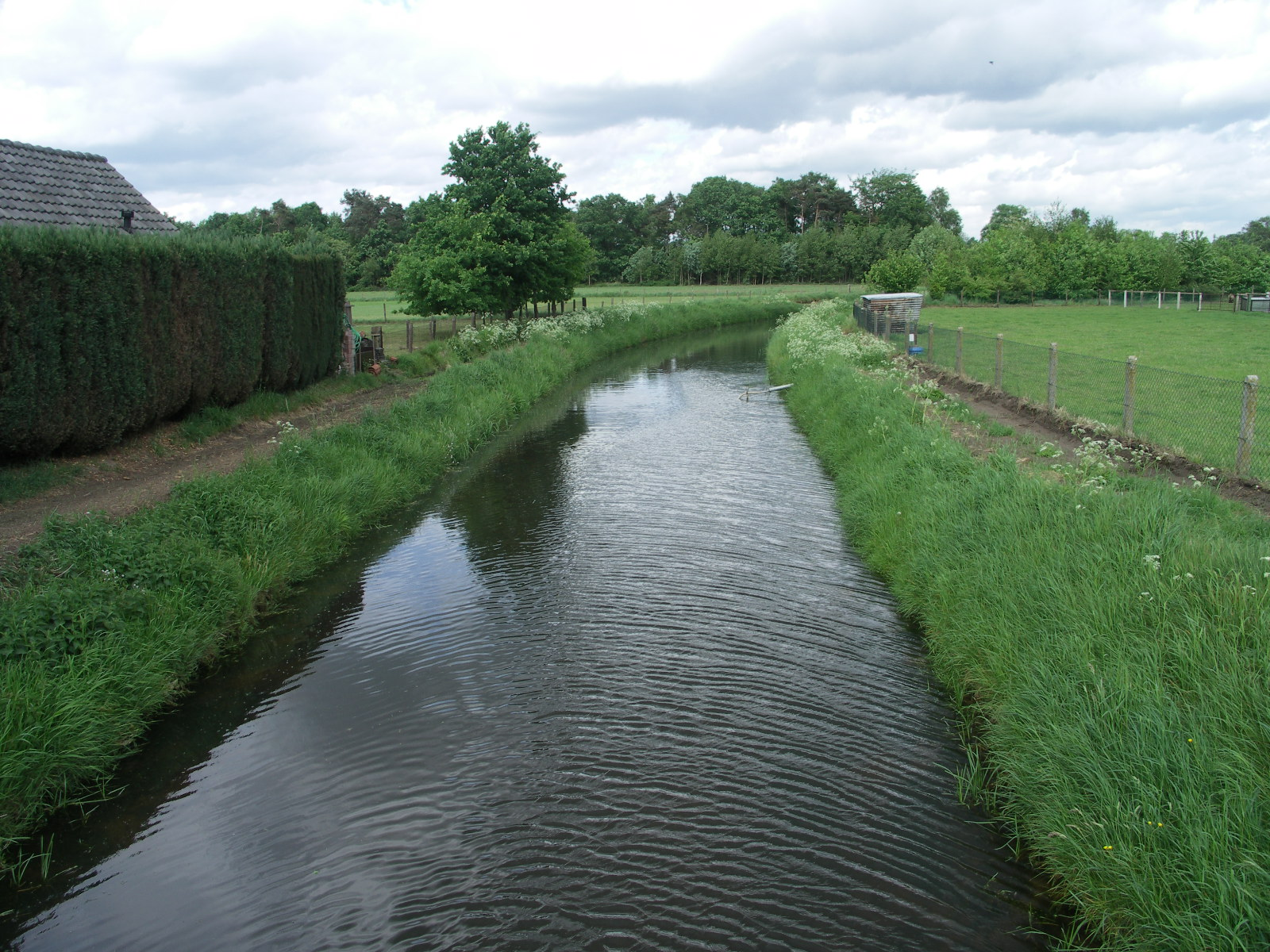
De Elsgraven bij Enter.
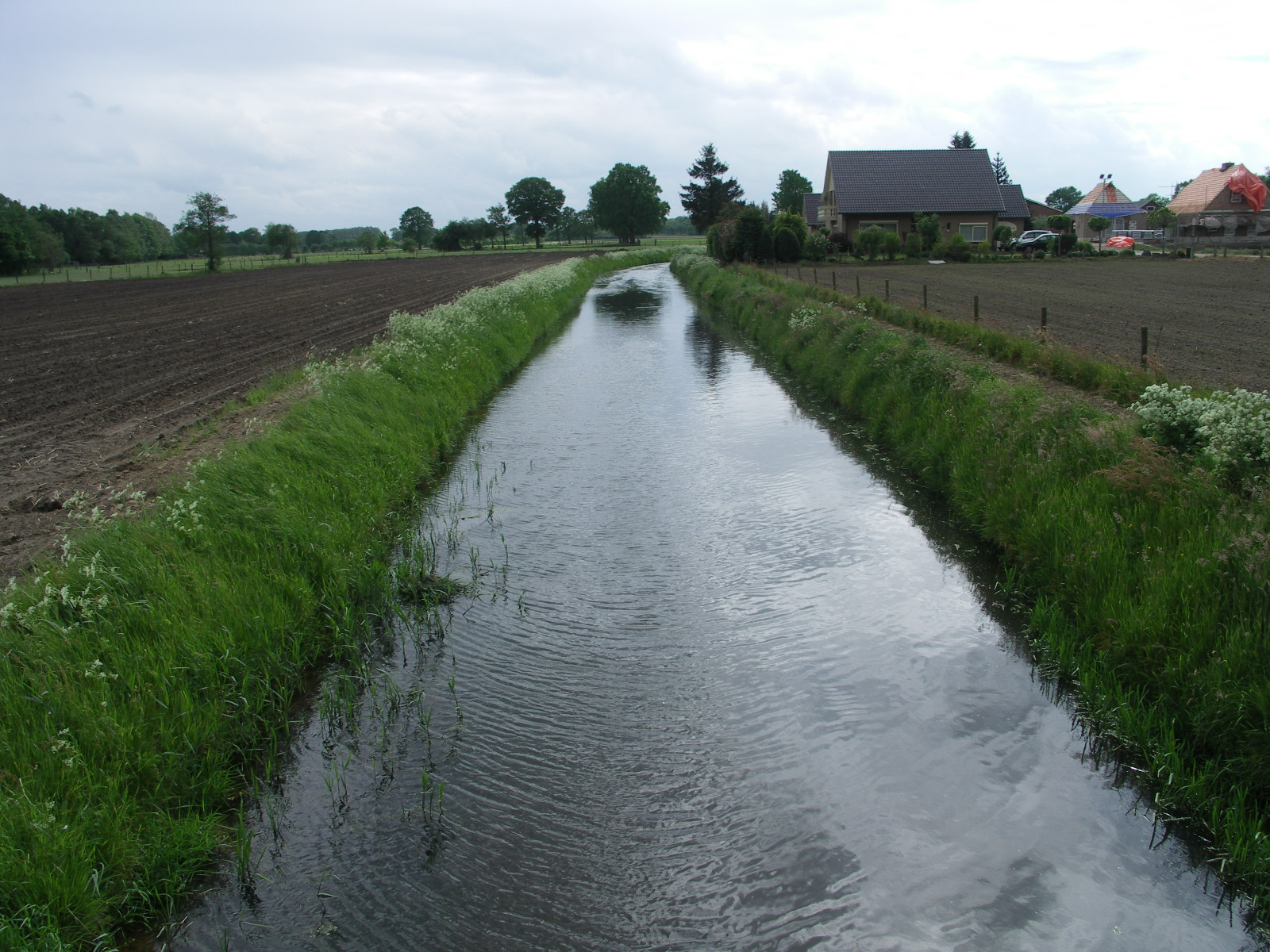
De Elsgraven vanaf de Witmoesdijk.